# أرنولد سومرفيلد
أرنولد سومرفيلد (بالإنجليزية:Arnold Johannes Wilhelm Sommerfeld) هو عالم فيزياء وأستاذ ألماني ولد 5 ديسمبر 1868 وتوفي في 26 أبريل 1951 . كان أستاذا وباحثا في مجال الفيزياء النظرية، ومن ضمن الرواد الأوائل في تفسير البناء الذري وميكانيكا الكم. وتخرج على يديه عدد كبير من الفيزيائيين العظام الذين طوروا الفيزياء النظرية ودفعوا بها إلى الأمام.
من إنجازاته العلمية إدخال العدد الكمي الثالث للبناء الذري (عدد كم مغناطيسي) والعدد الكمي الرابع (عدد كم مغزلي). كما أدخل اكتشف ثابت البناء الدقيق وكان رائدا في صياغة النظرية الموجية لأشعة إكس.

## أقوال
قال ألبرت أينشتاين عن سومرفيلد:
«ما يعجبني فيك أنك استطعت تخريج هذا العدد الجبار من الفيزيائيين الشبان. أنه لعمل غير عادي. فلا بد أن لك موهبة خاصة في اجتذاب نفوس مستمعيك وشحذ مواهبهم وتنشيطهم».
أبرت أينشتاين في خطاب كتبه في 14 يناير 1922 إلى أرنولد سومرفيلد، وذكره دافيد كاسيدي في كتابه: «فرنر هايزنبرج - حياته وعمله» سبكترم أكاديميشر فيرلاج، هايدلبرغ 2001 (باللغة الألمانية).

## مسيرته العلمية

### دراسته فيغوتينغن
التحق سومرفيلد بجامعة غوتينغن التي كانت مركزا للدراسة الرياضيات في ألمانيا.
وفي سبتمبر 1894 كان سومرفيلد معيدا لدى فيليكس كلاين. وكان عنوان رسالته للحصول على الأستاذية: النظرية الرياضية للحيود" وانتهى مها سنة 1898 وأصبح أستاذا مساعداً للرياضة البحتة والفيزياء النظرية.
كما قام بتدريس المعادلات التفاضلية في غوتينغن وكتب عديدا من الكتب عن الفيزياء الجيولوجية وعلم الفلك والتكنولوجيا.

### ميونيخ
ابتداء من عام 1906 أصبح سومرفيلد أستاذا للفيزياء وفي نفس الوقت مديراً لمعهد الفيزياء النظرية الجديد في الجامعة، وكان فيلهلم كونراد رونتغن قد اختاره لهذا المركز، والذي لاحظ عليه تميزه في مجال عمله وأطلق عليه "privileged sphere of action".
وعمل سومرفيلد إلى جانب ماكس بورن وتحول الانتباه بهما في ألمانيا إلى الفيزياء النظرية. وحصل على الدكتوراة على يد سومرفيلد كل من ولفجانج باولي وفيرنر هايزنبيرغ وفالتر هايتلر الذين أنجزوا وطوروا ميكانيكا الكم.
واستمر سومرفيلد في التدريس والبحث في جامعة ميونيخ مدة 32 عام. وتوفي في ميونيخ عام 1951 على إثر حادث مرور.

## إنقاذ نظرية بور في التركيب الذري
قام العالم سومرفيلد بإنقاذ نظرية بور في التركيب الذري ولو بشكل وقتي مفترضا إمكانية تجزئة مستويات الكم الرئيسية إلى مدارات إهليلجية إضافة إلى المدار الدائري للإلكترون. يقصد بالإهليلجية التي تكون المدارات غير دائرية بالشكل المضبوط. وفسرت نظرية بور سمرفيلد تأثير زيمان بشكل ملحوض ولكنها عجزت عن تفسير أطياف الذرات مُتعددة الإلكترونات.

## اقرأ أيضاً
- فيرنر هايزنبيرغ

## روابط خارجية
- أرنولد سومرفيلد على موقع الموسوعة البريطانية (الإنجليزية)
- أرنولد سومرفيلد على موقع مونزينجر (الألمانية)
- أرنولد سومرفيلد على موقع إن إن دي بي (الإنجليزية)